# Ga Thủy Thạch
Ga Thủy Thạch là một nhà ga xe lửa tại thị xã Đức Phổ, tỉnh Quảng Ngãi. Nhà ga là một điểm trên tuyến đường sắt Bắc Nam tiếp nối sau ga Đức Phổ và trước ga Sa Huỳnh.